# Quận Crane, Texas
Quận Crane (tiếng Anh: Crane County) là một quận trong tiểu bang Texas, Hoa Kỳ. Dân số năm 2000 là 3996 Quận lỵ đóng ở thành phố Crane6.

## Thông tin nhân khẩu
Theo điều tra dân số 2 năm 2000, quận đã có 3.996 người, 1.360 hộ, và 1.082 gia đình sống trong quận. Mật độ dân số là 5 người trên một dặm vuông (2/km ²). Có 1.596 đơn vị nhà ở với mật độ trung bình là 2 cho mỗi dặm vuông (1/km ²). Cơ cấu chủng tộc của quận gồm 73,70% người da trắng, 2,90% da đen hay Mỹ gốc Phi, 0,98% người Mỹ bản xứ, 0,35% người châu Á, 19,49% từ các chủng tộc khác, và 2,58% từ hai hoặc nhiều chủng tộc. 43,87% dân số là người Hispanic hay Latino thuộc chủng tộc nào.
Có 1.360 hộ, trong đó 43,40% có trẻ em dưới 18 tuổi sống chung với họ, 67,80% là các cặp vợ chồng sống với nhau, 7,90% có chủ hộ là nữ không có mặt chồng, và 20,40% là không lập gia đình. 18,80% của tất cả các hộ gia đình đã được tạo thành từ các cá nhân và 9,50% có người sống một mình 65 tuổi trở lên đã được người. Bình quân mỗi hộ là 2,91 và cỡ gia đình trung bình là 3,35.
Trong quận, độ tuổi dân cư quận có cơ cấu với 31,90% ở độ tuổi dưới 18, 7,70% 18-24, 26,90% 25-44, 22,60% 45-64, và 10,90% người 65 tuổi trở lên. Tuổi trung bình là 34 năm. Cứ mỗi 100 nữ có 94,80 nam giới. Cứ mỗi 100 nữ 18 tuổi trở lên, đã có 90,50 nam giới.
Thu nhập trung bình cho một hộ gia đình trong quận đã được $ 32.194, và thu nhập trung bình cho một gia đình là $ 36,820. Nam giới có thu nhập trung bình $ 33.438 so với 16.806 $ cho phái nữ. Thu nhập trên đầu cho các quận được $ 15,374. Giới 12,40% gia đình và 13,40% dân số sống dưới mức nghèo khổ, trong đó có 15,30% những người dưới 18 tuổi và 10,50% có độ tuổi từ 65 trở lên. 

## Kinh tế
Ngành kinh tế quan trọng nhất của quận là sản xuất dầu mỏ và khí đốt. Ranch Waddell chứa phần lớn nhất đơn nhất của Permian Basin Royalty Trust, với hơn 800 giếng dầu năm 2007. Quận Crane là một trong những quận lớn nhất sản xuất dầu mỏ ở tiểu bang Texas, với tổng cộng 1,5 tỷ thùng (240.000.000 m3) được bơm lên kể từ lần đầu tiên dầu mỏ được phát hiện ở đó.
Chăn thả gia súc và chính quyền địa phương cũng là những nơi sử dụng lao động lớn khác; hơn 503.000 mẫu Anh (2.040 km2) của đất được sử dụng cho chăn thả gia súc.